# パリーサウンド (オンタリオ州)
パリーサウンド（英：Parry Sound）は、オンタリオ州中央部、ジョージア湾東岸に位置する人口6,500人の町。サドバリーから南に160km、トロントより225kmのところにある。淡水湖の港としては世界で最も水深の深い港をもつ。
コテージ・カントリーとしてオンタリオ州南部の人々に有名であり、夏季のシーズンにはたくさんの人々が訪れることから、人口はおよそ7万5,000人まで膨れあがる。
20世紀初頭、トム・トムソン（Tom Thomson）らがメンバーだったグループ・オブ・セブンが、この地域の風景を題材に、多く作品を手がけたことで知られる。

## 歴史
第一次世界大戦後、J.R.ブース（J.R. Booth）は、パリーサウンドに対抗してパリー島（Parry Island）にデポハーバー（Depot Harbour）と呼ばれる町を建てた。これにより町の経済は少し停滞を見せたが、観光業と商業の発展でこの落ち込みを克服した。(その後1945年にデポハーバーの町は全焼する)
町の名は19世紀に、北極探検家のウィリアム・エドワード・パリー卿を称え、ヘンリー・ベイフィールド大佐（Captain Henry Bayfield）によって名付けられた。
19世紀、鉄道の敷かれ、西部カナダへの重要な停車駅となる。1920年代後半から1930年代前半にかけて、町の近くにあるノーベル町に爆弾と軍需品を生産する工場ができ、第二次世界大戦時に大きな役割を果たした。
町は毎年恒例のヨットレース（sailing regatta）と舞台芸術祭（performing arts festival）として知られるサウンド・フェスティバル（The Festival of the Sound）が開催される。

## 観光
- サーティ・サウザンド・アイランズ（30,000 Islands）のツアー。
- チャールズ・W・ストッキー・センター（Charles W. Stockey Centre）：サウンド・フェスティバルの会場でもある。

## 著名人
- ボビー・オア（NHL）：伝説のホッケー選手。ボビー・オアの名のコミュニティ・センターがある（Bobby Orr Community Centre。

## 交通
- パリーサウンド空港 （Parry Sound Area Municipal Airport、IATA空港コード：YPD、ICAO空港コード：CNK4）

ほか、5つの水上飛行場が点在する（参照：パリーサウンド周辺の空港（英語））。
- 国道400号線（Highway 400）、国道69号線（Highway 69）

町はHWY400号線北部の終点であり、その先も北に向かって建設される計画になっているが、現行はHWY69号線に変わる。
- オンタリオ・ノースランド（Ontario Northland）（バス会社）：トロントから行くことが出来、サドバリーまでつながっている。
- VIA鉄道：トロントとバンクーバー間を結ぶ路線が週2回走っている。

## 行政
パリーサウンド地区の行政府がおかれている。